# Elisabet Ruiz Font
Elisabet Ruiz Font (1996) és una jugadora d'escacs catalana. És la jugadora més jove en guanyar el Campionat de Catalunya en fer-ho amb quinze anys al desembre del 2011 a Calella. A la llista d'Elo de la FIDE del juliol de 2015, hi tenia un Elo de 2022 punts, cosa que en feia la jugadora número 33 (en actiu) de l'estat espanyol.

## Resultats destacats en competició
El 2011, amb només 15 anys, fou campiona de Catalunya femení a Calella amb 5½ punts de 6, un punt més que Elisabet Riera segona classificada. El 2013 de nou fou campiona de Catalunya amb 5 punts de 5 partides, per davant de Fanny Cabanillas i Elisabet Riera. El 2014 fou subcampiona, per darrere d'Elisabet Riera. L'agost del 2014 es proclamà campiona d'Espanya de la categoria sots-18 per millor desempat que l'andalusa Maria del Carmen Ordoñez. Aquesta victòria li va donar dret a disputar els campionats europeus de la joventut que es varen jugar a l'octubre del 2014 a Tumi (Geòrgia), on fou 15è de 56 participants puntuant 5½ en les nou rondes.